# Kostel svatého Jiří (Lučina)
Kostel svatého Jiří je zaniklý, v minulosti farní kostel, který stával v zaniklé obci Lučině, která ležela při hranici s Německem, západně od Nemanic v okrese Domažlice v Plzeňském kraji. Po roce 1945 přestal být kostel udržován a postupně chátral a v 70. letech 20. století byl odstřelen.

## Historie
Kostel vznikal postupně. Od roku 1688 je v Lučině zmiňována zámecká kaple zasvěcená svatému Jiří.
V Müllerově mapě z roku 1720 není kostel zakreslen. Až do roku 1782 byla Lučina přifařena k farnosti Waldmünchen v řezenské diecézi a potom se stala součástí farnosti v Nemanicích. Na místě zámecké kaple byl roku 1786 postaven kostel. Jiný zdroj uvádí, že zámecká kaple později tvořila presbytář kostela a v roce 1753 k ní byla přistavěna kostelní věž, dokončená v roce 1775. Roku 1786 byla zřízena fara, která spravovala kromě Lučiny i okolní vsi Úpor, Pilu a Lískovec. Další zdroj uvádí, že roku 1770 se stala expositurou a lokálií od 21. 3. 1786. Farností byla od 28. 9. 1808. Roku 1906 byl kostel nově vymalován.
Počátkem padesátých let dvacátého století muselo obyvatelstvo odejít v důsledku vytvoření přísně střeženého hraničního pásma. Mezi lety 1951 a 1964 zde byla dislokována 9. rota Pohraniční stráže. Těžká vojenská technika dorazila do Lučiny v únoru 1956 a následovalo zboření domů. Zachovány byly pouze objekty využívané pohraničníky a ponechán byl vyrabovaný kostel a poničený hřbitov.
Datace odstřelení kostela je sporná. Některé zdroje uvádí, že byl odstřelen roku 1959, což je ovšem nepravděpodobné. Další zdroj uvádí se, že byl odstřelen na počátku 70. let 20. století. Podle ústní informace místní občana, byl kostel odstřelen až kolem roku 1975.
V roce 2000 byl založen spolek pro obnovu základů kostela a v letech 2001–2002 byl realizován projekt nazvaný „Znovuzrození kostela sv. Jiří v Lučině – Grafenriedu“. Jeho iniciátorem byl Hans Laubmeier, rodák z Pily, který byl v kostele pokřtěn. Projekt byl financován z dispozičního fondu euroregionu „Cíl 3“. Investorem byla obec Nemanice, na jejímž území se kostel nachází. Projekt podpořili i starostové Klenčí pod Čerchovem a bavorského Waldmünchenu. Zříceniny kostela byly odhaleny a stavebně zajištěny v roce 2011. V průběhu března 2017 byl vyklizen vnitřní prostor věže. Při odkrývání pozůstatků kostela byl nalezen základový kámen kostelní věže. Kámen byl opatřen letopočtem 1775, třemi křížky a do prohlubní byl vložen skleněný pohárek se sedmi mincemi. Jednalo se o ražby z doby císařovny Marie Terezie datované do let 1762–1774. Obnažené zdivo bylo částečně doplněno. V místě zničené oltářní menzy byla umístěna nová, zhotovená z kamenných kvádrů ze zříceniny jednoho z domů. Do výklenku nad bývalým oltářem byla umístěna kopie obrazu Krásné Panny Marie Grafenriedské. Opravené pozůstatky kostela byly vysvěceny dne 28.4.2012.

## Stavební podoba
Jednolodní kostel na obdélném půdorysu byl postaven v barokním slohu. Byl doplněn hranolovitou věží, zakončenou cibulovitou bání s křížem. Úzký presbytář se čtvercovými sakristiemi po stranách byl trojboce uzavřený. Hlavní vstup do kostela byl obrácen k návsi. Loď měla půdorys 7 × 11 metrů a byla plochostropá. Střecha byla pokryta červeným šindelem a poté oplechována. Presbytář byl sklenut křížově s lunetami v závěru a prostor podvěží sklenut plackou. Kostel měl hlavní vchod obrácený k návsi a dva postranní. Jeden vedl do české sakristie, druhý do bavorské. Kostel prosvěcovalo osm vysokých vitrážových oken.

## Zařízení
Hlavní oltář s obrazem znázorňující svatého Jiří bojujícího s drakem byl dílem domažlického malíře Wimmera, který se dochoval a nachází se v kostele v Nemanicích. Vpravo se nacházel oltář s obrazem Matky Boží s Ježíškem, který je rovněž v Nemanicích. Dalším byl obraz Krásné Panny Marie Grafenriedské. Jednalo se o kopii obrazu z 1. čtvrtiny 13. století, která byla v kapli v Řezně. I tento obraz se podařilo zachránit a je vystaven v muzeu ve Waldmünchenu. Po levé straně kostelní lodi se nacházel oltář s obrazem Ježíše a křtitelnice. Stěny byly vyzdobeny čtrnácti velkými dřevěnými vyřezávanými obrazy, znázorňujícími křížovou cestu a obrazy svatých.
Podařilo se zachránit i trosky varhan, které byly vyrobeny na zakázku roku 1789 v Tachově varhanářem Janem Mikulášem Gartnerem. Ty jsou nyní rekonstruovány v Brně a zvažuje se, že by je mohla získat brněnská konzervatoř.
Ve zvonici visely tři zvony, dva z nich byly zrekvírovány pro válečné potřeby v první světové válce. Díky dobročinné sbírce se mohl roku 1920 koupit jeden, roku 1922 druhý zvon.

## Přístup
Nejsnazší přístup autem je z německé strany. Silnice vede přes hraniční přechod Lísková až do bavorské vesnice Untergrafenried, kde lze zaparkovat u hraničního přechodu pro pěší. Ke kostelu vede asi 1 kilometr dlouhá polní cesta. Z české strany mají turisté a cykloturisté možnost dostat se ke kostelu po asi 3,5 km dlouhé zeleně značené turistické cestě. Pro auto je tato trasa nevhodná z důvodu špatného povrchu.